# Filosofía india
La filosofía india es una tradición milenaria que busca la liberación del sufrimiento y el ciclo de reencarnaciones. Se divide en escuelas ortodoxas (como Vedānta, Yoga y Sāṃkhya) que aceptan los Vedas, y heterodoxas (como el budismo y jainismo) que no los aceptan. Sus temas centrales son la naturaleza del ser, la realidad, el conocimiento y la ética.

El «om» es uno de los mantras más sagrados de las religiones dhármicas como el hinduismo y el budismo.

Estas corrientes no forman una tradición unificada, sino que representan un mosaico diverso de ideas, enfoques y sistemas de pensamiento.
El término «filosofía india» ―como la «filosofía oriental» (de toda Asia), abarca doctrinas, visiones del mundo y enseñanzas religiosas y no religiosas.
Hablar de «filosofía india» como un todo homogéneo es un error conceptual.
En sánscrito (antiguo idioma de la India), las doctrinas se llaman dárshana' (darśana: ‘doctrina, visión doctrinal, sistema filosófico, mostrar, ver, mirar, saber, exhibir, enseñar, percibir, inspeccionar, examinar, visitar, experimentar, contemplar, juzgar, discernir, comprender’)
Según el téxto épico-mitológico Majabárata (12, 11045), escrito en el III a. C., las tradiciones de la antigua India se clasifican de dos maneras:
- astika (‘[Dios] existe’, en sánscrito; siendo asti ‘estar’ o ‘existir’) y
- nastika (‘[Dios] no existe’).</ref>

Esa división depende de si las doctrinas aceptan la autoridad del texto épico-mitológico Rig-veda (compuesto a mediados del III milenio a. C.) y si aceptan la doctrina del Brahman (divinidad impersonal hinduista) y la existencia del atma (‘alma’).
Existen seis sistemas ortodoxos (shad-dárshana: ‘seis doctrinas’):
- sankia (de Kapila
- yoga,
- niaia (de Gotama),
- vaisesika (de Kanāda),
- mimamsa (de Yaimini) y
- vedanta (de Badaraiana).[7]

Las escuelas heterodoxas más comunes son
- lokaiata (ateísmo, materialismo, enseñado por Charvaka en algún momento del I milenio a. C.)
- yainismo (desde el VI a. C.)
- budismo (desde el IV a. C.)
- agñana
- ayívika.

Algunos de los primeros textos filosófico-religiosos son los Upanishads, que se compusieron en el período posvédico (siglos VII a I a. C.
Los conceptos religiosos indios más importantes incluyen
- dharma (deber religioso),
- karma (reacción mágica a cada acto virtuoso o pecaminoso),
- samsara (reencarnación),
- moksha (liberación del alma del ciclo de reencarnaciones) y
- ajimsa (no violencia: vegetarianismo).

Los pensadores indios desarrollaron un sistema de razonamiento seudoepistemológico (pramana) viciado por la creencia en la autoridad inapelable del Rig-veda y otros textos hinduistas posteriores como fuente última de conocimiento.
Bajo esta lupa míticorreligiosa, investigaron temas como
la metafísica,
la ética,
la hermenéutica y
la soteriología.
La filosofía india también cubrió temas como la filosofía política ―como se ve en el Arta-sastra (del siglo III a. C.)―
Las seis escuelas ortodoxas comunes surgieron en los últimos siglos del I milenio a. C. y el período gupta (IV).
Estas escuelas hindúes desarrollaron lo que se ha llamado la «síntesis hindú» fusionando elementos brahmánicos y elementos heterodoxos del budismo y el yainismo.
El pensamiento hindú también se extendió hacia el este llegando al imperio indonesio Srivijaya y el Imperio jemer camboyano. Estas tradiciones se agruparon más tarde bajo el nombre Hinduismo. El Hinduismo con sus diferentes denominaciones es la religión dominante en Asia del Sur. Así, el hinduismo es una categorización de distintos puntos de vista intelectuales o filosóficos, más que un conjunto de creencias rígidas,
y con cerca de mil millones de seguidores es la tercera religión más grande del mundo, después del cristianismo y el islam.
Desarrollos posteriores incluyen el desarrollo del Tantra y las influencias islámicas. El budismo desapareció en su mayoría de la India después de la conquista musulmana en el subcontinente indio, sobreviviendo en las regiones del Himalaya y el sur de la India.
El período moderno temprano vio el florecimiento de Navya-Nyāya (la «nueva razón») bajo filósofos como Raghunatha Siromani (circa 1460-1540) que fundó la tradición, Jayarama Pancanana, Mahadeva Punatamakara y Yashovijaya (quien formuló una respuesta yaina).
En la historia de la filosofía india se pueden distinguir tres grandes períodos. El primer período es el del vedismo, que transcurrió aproximadamente desde el siglo XV a. C. hasta el siglo VIII a. C. Durante este primer período se desarrollaron los primeros textos védicos, en particular el Rig vedá, el Sama vedá, el Iáyur vedá y el Átharva vedá, así como el sistema de castas. El segundo período es aquel del brahmanismo, aproximadamente desde el siglo VIII a. C. hasta el siglo V a. C. En este período se incorporaron los Upanishads al conjunto de textos sagrados. Y el tercer período es el del hinduismo propiamente, que comienza aproximadamente en el siglo V a. C. y aún continúa.
La era moderna vio el surgimiento del nacionalismo hindú, los movimientos de reforma hindúes y Neo-Vedanta (o el modernismo hindú) cuyos principales proponentes incluyeron a Vivekananda, Mahatma Gandhi y Aurobindo y que por primera vez promovió la idea de un «hinduismo» unificado. Debido a la influencia del colonialismo británico, gran parte del trabajo filosófico indio moderno surgió en inglés e incluye pensadores como Sarvepalli Radhakrishnan, Krishna Chandra Bhattacharya, Bimal Krishna Matilal y M. Hiriyanna.

## Origen de la palabra «hindú»
Según la Real Academia Española, la palabra «hindú», en español, proviene del francés hindou (/indú/).
Esta a su vez proviene del idioma persa hindū (/jindú/), que era la manera en que los persas pronunciaban el nombre del río Sindhu (/síndju/) ―en español, el río Indo―, que antiguamente era la frontera de Indostán.
Se denomina hinduista o hindú a la persona que practica alguna de las religiones del hinduismo, pero también designa a quien forma parte de la cultura hinduista.
El hecho de que la mayoría de la población de la India profesa el hinduismo, junto con el deseo de evitar la ambigüedad del gentilicio «indio» (usado también para designar a los aborígenes del continente americano) explica que prácticamente desde su introducción al idioma español en el último tercio del siglo XIX se haya usado también la palabra «hindú» para designar a los naturales de la India.
Este uso extensivo del término es admisible en contextos en que no exista riesgo de confusión con su sentido estrictamente religioso.

## Historia
La religión es el centro de su existencia, fundamentalmente por la actitud mística de sus habitantes, un rasgo determinante de sus diferentes razas, castas, tribus y sectas. Así, el desarrollo de las doctrinas en la India se encuentra estrechamente relacionado con su cultura e historia, que estuvo muy influenciada por las invasiones de tribus indoeuropeas. Estas tribus ya traían consigo un bagaje cultural hacia el año 1500 a. C., que se amalgamó con la cultura de los pueblos nativos, entre los cuales el drávida era el más importante, y fue conformando con el transcurso del tiempo la cultura india. Hay que destacar que en general, aunque hubo supremacías de ciertas ideologías en determinados momentos, esto no significó necesariamente la supresión total de las demás ideas.
Debido a que la religión es un factor determinante en el desarrollo de la doctrinas hinduistas, es necesario destacar que dicho desarrollo se encuentra también íntimamente relacionado con los períodos históricos de la India:
- Época védica (1500 - 800 a. C.)
- Época brahmánica (700 - 300 a. C.)
- Época budista (300 a. C. - actualidad)
- Época hinduista (300 a. C. - actualidad)
- Época islámica

### Época védica
En esta época, del 1500 a. C. al 800 a. C., el vedismo era la tradición predominante en la India y constituía la herencia cultural épica de los indoeuropeos así como de las bases sobre las que se desarrolló después el brahmanismo y el hinduismo mediante una producción literaria que está considerada como la más antigua en la India.
La literatura védica está conformada por los samjitas ('colecciones'), que también son conocidos simplemente como Veda. Son libros de contenido esencialmente épico-religioso con escasas manifestaciones de pensamiento filosófico. Sin embargo, se encuentran dos ideas de naturaleza filosófica, que son: «la idea de lo Uno (eka) como origen de todo», que aparece en el himno X, 129 del Rig-veda, y «la idea de un orden cósmico (rita)» en la cosmología hinduista.
La primera de estas ideas es la doctrina del origen de todo a partir de una entidad abstracta y absoluta, lo Uno, entidad única de la que surge la multiplicidad y la variedad de la realidad empírica, inexistentes antes. Con el tiempo otros pensadores trataron de establecer la naturaleza de la relación entre la entidad abstracta y absoluta de lo Uno y la realidad empírica formulando diversas teorías al respecto que se desarrollarían durante todo el curso de la historia del pensamiento del vedismo, el brahmanismo y el hinduismo, y que solo encontrarían oposición con el desarrollo del budismo.
La segunda idea de características filosóficas es la noción expresada por el término sánscrito rita, que ha sido traducida como 'orden cósmico' y que expresa la regularidad de los procesos que se dan en nuestra realidad, la inevitable secuencia entre diversos hechos como lo opuesto al desarrollo irregular y arbitrario de los procesos naturales, rituales y morales. Esta noción de orden abarca también el ámbito ritual manifestándose en una secuencia establecida de actos rituales y del efecto que producen al haberlos realizado correctamente.

### Era moderna

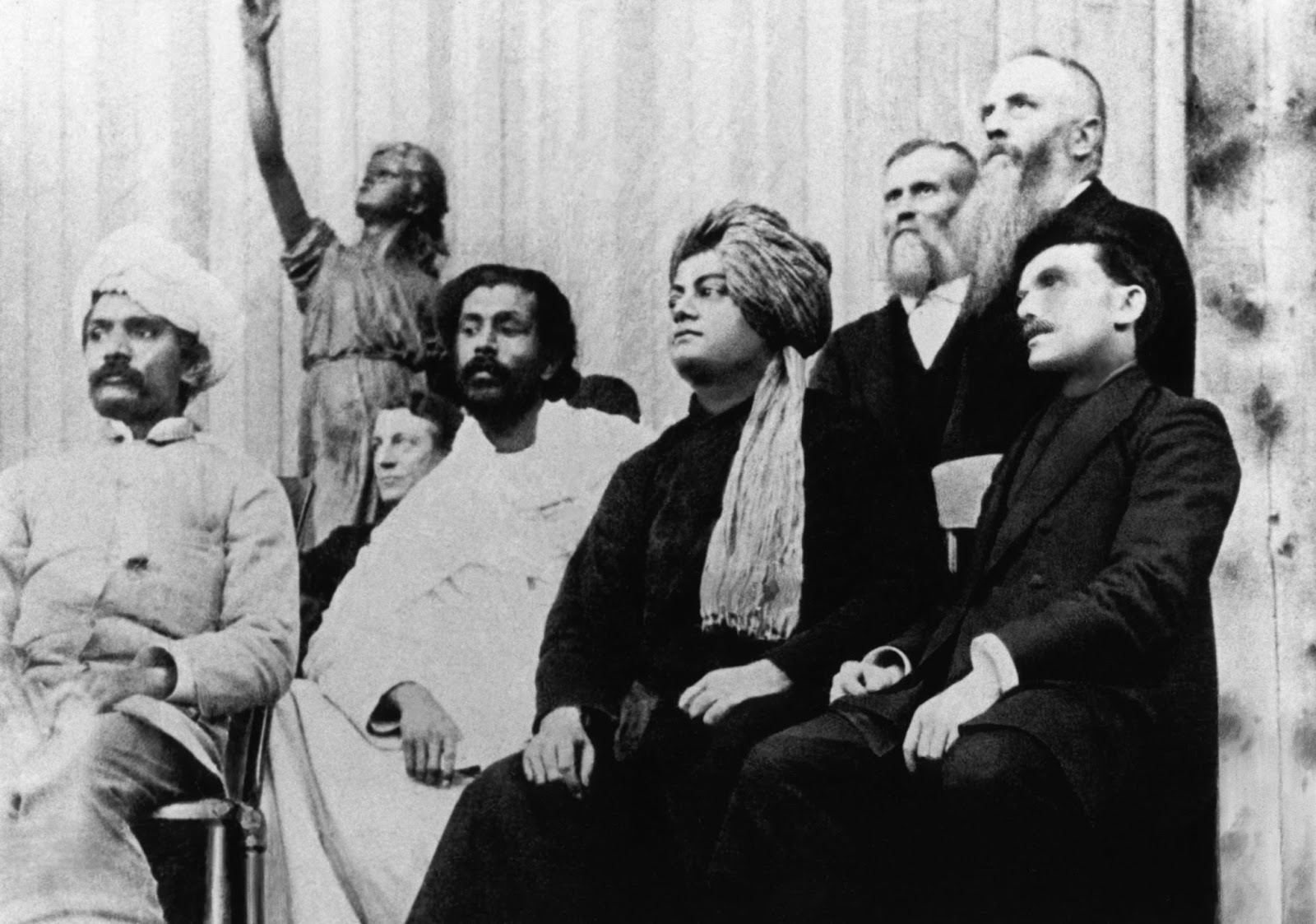
De izquierda a derecha: Virchand Gandhi, Anagarika Dharmapala, Swami Vivekananda, (posiblemente) G. Bonet Maury. Parlamento de las religiones del mundo, 1893.

En respuesta al colonialismo y su contacto con la filosofía occidental, los indios del siglo XIX desarrollaron nuevas formas de pensamiento que ahora se denominan Neo-Vedanta y el modernismo hindú. Sus ideas se centraron en la universalidad de la filosofía india (particularmente Vedanta) y la unidad de diferentes religiones. Fue durante este período que los modernistas hindúes presentaron un único «hinduismo» idealizado y unido, y ejemplificado por la filosofía de Advaita Vedanta.
También fueron influenciados por las ideas occidentales.
El primero de estos movimientos fue el del Brahmo Samaj de Ram Mohan Roy (1772-1833).
Swami Vivekananda (1863-1902) fue muy influyente en el desarrollo de los movimientos de reforma hindú y en llevar el hinduismo al Occidente.
A través del trabajo de indios como Vivekananda y occidentales como los defensores de la sociedad teosófica, el pensamiento hindú moderno también influyó en la cultura occidental.
El pensamiento político del nacionalismo hindú es también otra corriente importante en el pensamiento indio moderno. Filósofos como Mahatma Gandhi, Rabindranath Tagore, Aurobindo, Krishna Chandra Bhattacharya y Sarvepalli Radhakrishnan han tenido un gran impacto en la filosofía india moderna.
El yainismo también ha tenido sus intérpretes y defensores modernos, como Virchand Gandhi, Champat Rai Jain y Shrimad Rajchandra (conocido como guía espiritual de Mahatma Gandhi).

## Pensamiento
Aproximadamente entre el año 600 y el 200 a. C., aparece en la clase brahmánica (sacerdotal) la necesidad de agregar el pensamiento a su devoción mística. Los sistemas que se desarrollaron para estudiar e interpretar el mundo dieron nueva forma a su religiosidad. Sin embargo, no estudiaron el mundo visible dedicándose a las ciencias y a la naturaleza como en Occidente, sino que estudiaron el ojo que ve el mundo y siguieron transitando un sendero místico y devocional, no solo en los sistemas religiosos sino también en los filosóficos ateos.
Una creencia común entre los hinduistas es que su vida es de cierta manera porque condiciones anteriores así lo han determinado: solo puede trabajar para obtener un futuro mejor. Es importante observar que no se trata de una postura fatalista, el practicante sabe que al cambiar su interior cambiará el mundo. Para lograrlo, busca sentir en su interior la esencia divina de la realidad total, poniendo en práctica técnicas espirituales que eliminen toda limitación a fin de sentirse en íntima relación con su verdadero y desconocido ser interno, que es precisamente la realidad total. Esta disciplina se conoce con el nombre de yoga.
Otras formas de religiosidad en la India son: el budismo (que nació en la India pero prosperó en el exterior), el tantrismo, el lamaísmo y, en menor medida, el yainismo.

### Textos del hinduismo
Los hinduistas creen que las Escrituras hinduistas presentan un conocimiento revelado (shruti: 'lo oído [directamente de Dios]') que es superior al conocimiento que se puede obtener mediante los sentidos y el pensamiento. En el conocimiento intervienen tres cosas: «el objeto a conocer», «el proceso de conocer» y «el sujeto que conoce».

### Ignorancia y sus consecuencias
Las aflicciones son las causas del dolor y miseria humanos. Se distinguen cinco:
- La ignorancia: es la ausencia de conocimiento y por lo tanto no es algo consistente, sino que es la falta de sabiduría.
- La yoidad: es la consecuencia de la ignorancia y es la identificación de uno mismo con sus objetos de experiencia y da lugar al sentimiento del ego individual.
- El apego: es una consecuencia de la yoidad. Algunas experiencias son agradables y esto provoca en la mente una impresión placentera que provoca deseo de volver a repetirla.
- La aversión: por el contrario, si las experiencias son desagradables, la mente también se impresiona y provoca un deseo de que eso no se vuelva a producir.
- El deseo de aferrarse a la vida: el apego y la aversión hacen que el individuo quiera seguir experimentando, y por lo tanto viviendo.

La ignorancia es la causa fundamental de los males del hombre porque provoca todas las demás. Por eso las doctrinas de la India buscan eliminarla como forma de terminar con los males del hombre.

### Estados de conciencia
Según las escrituras Upanishad existen siete estados, tres en los que se es ignorante y otros cuatro en los que la conciencia despierta.
- Estados de ignorancia:
  - Dormir profundo
  - Soñar
  - Vigilia

Estos tres estados se suceden cíclicamente. Si un individuo solo vive en estos tres estados es considerado un ignorante.
- Estados superiores: son cuatro y tienen unas características especiales.
  - No hay actividad mental: los sentidos, pensamientos y deseos no están activos, solo hay conciencia, es decir, alerta interior. En la vigilia, la conciencia experimenta a través de los sentidos, en el sueño sueña, en el dormir profundo no experimenta pero en los estados superiores se experimenta a sí misma en el interior. Por eso se llama Conciencia Pura.
  - No hay límites: en la vigilia la conciencia tiene limitaciones sensoriales, mientras en su interior no, por lo que aprende que es ilimitada.
  - No hay cambios: y se experimenta inmortal al no haber cambios.
  - No hay tiempo: al no haber cambios, no hay tiempo, por lo que es eterna.

En estos estados el yo se experimenta a sí mismo al no estar oculto. El yo es el proceso, el sujeto y el objeto de conocimiento y ningún aspecto de él está oculto. Esto es el conocimiento absoluto o Veda.

## Escuelas

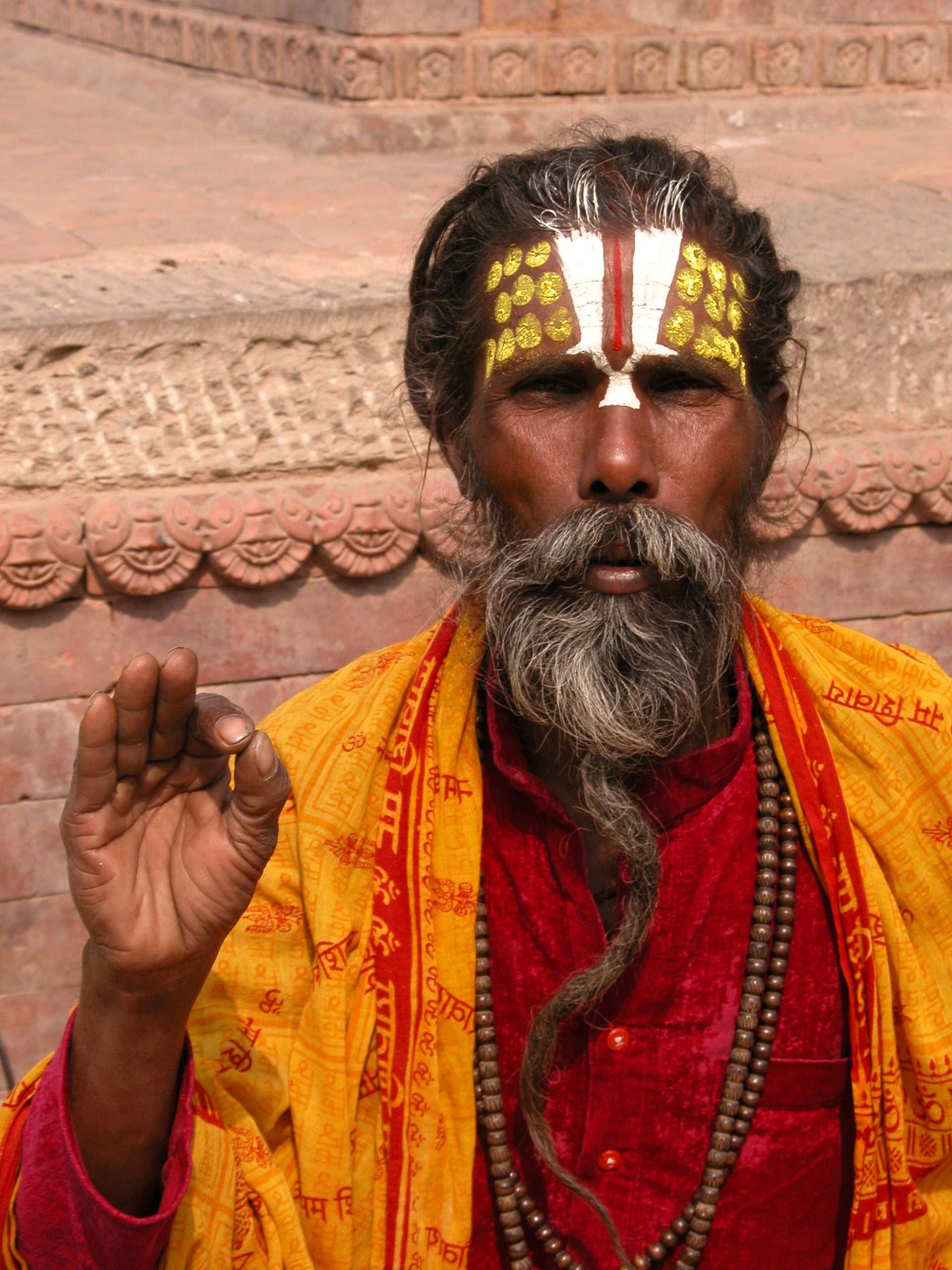
Sadhú en Katmandú.

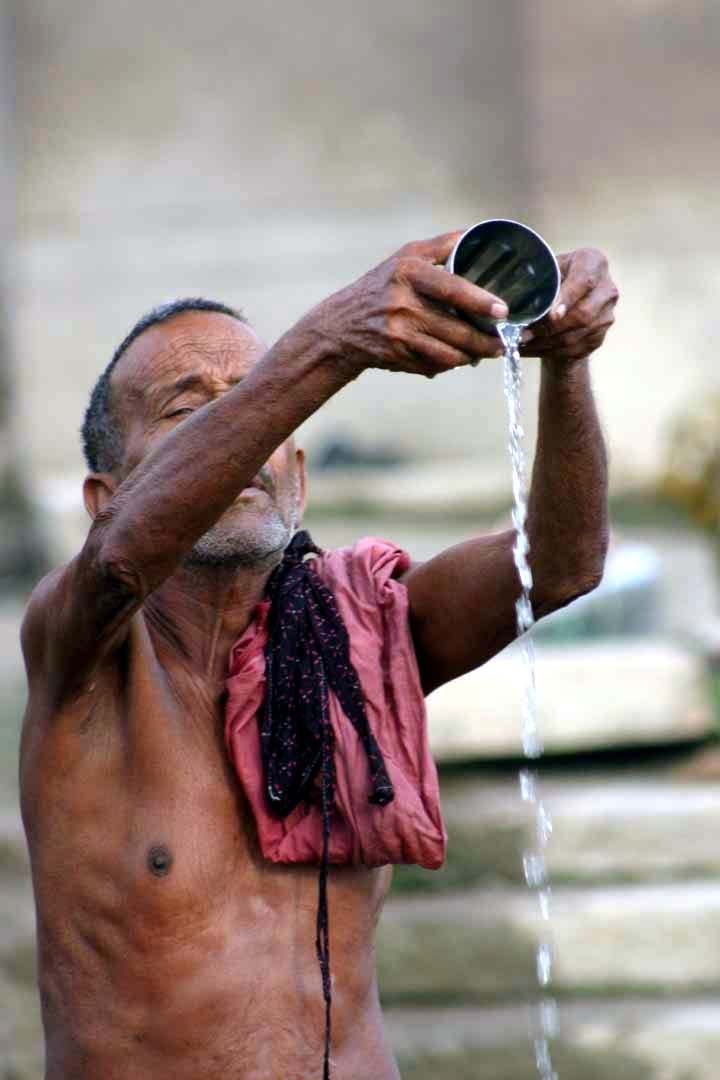
La oración matutina en el río Ganges.

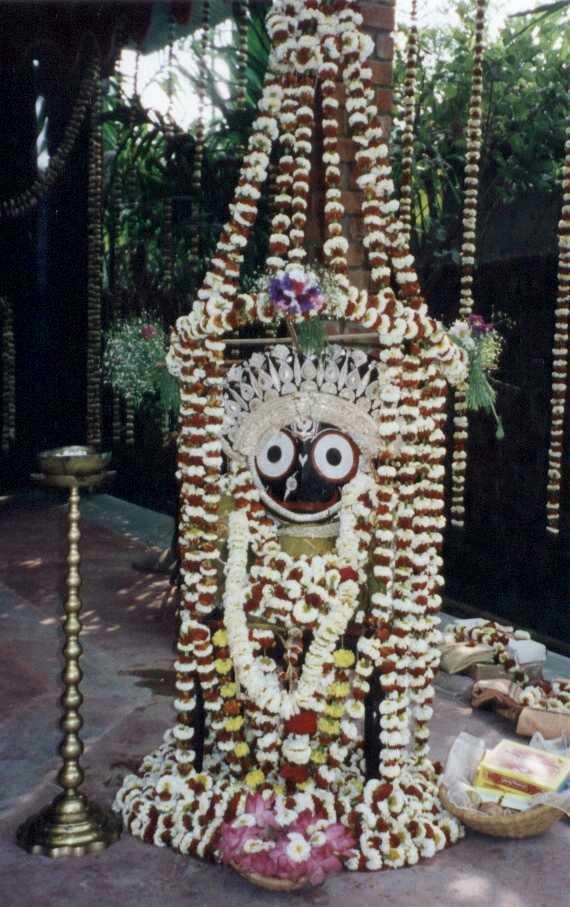
Estatua del dios Yáganat ―un aspecto del dios Krisna―, decorado para un festival en la región de Odissa.

Tradicionalmente, las principales escuelas filosóficas indias se clasifican como ortodoxas o heterodoxas (ástika y nástika), según uno de los tres criterios:
- Si cree que los Vedas son una fuente válida de conocimiento
- Si la escuela cree en el absoluto Brahman y en el Atman; y si estos conceptos son separados (dualista) o conforman uno solo (no dualista).
- Si la escuela cree en la vida después de la muerte y en las deidades hinduistas, conocidas como Devas (masculino) o Devis (femenino); y cual de ellas es su deidad principal.

Hay seis escuelas principales de filosofía hindú ortodoxa, llamadas dárshanas: nyāya, vaiśeṣika, sāṃkhya, yoga, mīmāṃsā y vedanta, y cinco escuelas principales heterodoxas: yaina, budista, ajñana, ajivika y lokaiata.
Cada escuela cuenta con un libro principal cuyo nombre coincide con el de la escuela más el sufijo -sutra. Además de este libro, cada escuela tiene toda una serie de libros de comentario y explicación del principal.
Las escuelas llamadas «nāstika» o heterodoxas están asociadas con las tradiciones śramaṇa (lit. «los que realizan actos de austeridad, ascético») que existían en la India desde antes del siglo VI a. C.
El movimiento śramaṇa dio lugar a una amplia gama de ideas no védicas, que aceptan o niegan los conceptos de atman, atomismo, materialismo, ateísmo, agnosticismo, fatalismo, ascetismo extremo, estricto ahimsa y vegetarianismo.
Sin embargo, hay otros métodos de clasificación. Vidyaranya, por ejemplo, identifica dieciséis escuelas de filosofía india. Estas incluyen:
- Paśupata, una escuela ascética de shivaísmo fundada por Lakulisha (~ 2do siglo CE).
- Śaiva Siddhānta, una escuela de shivaísmo dualista fuertemente influenciada por Samkhya.
- Pratyabhijña (reconocimiento) escuela de Utpaladeva (siglo X) y Abhinavagupta (975-1025 CE), una forma de tantra shivaísta no dual.
- Raseśvara, la escuela mercurial
- Pāṇini Darśana, la escuela de gramáticos (que aclara la teoría de Sphoṭa)

La distinción de las seis escuelas ortodoxas se estableció en el período Gupta, llamado como la «edad de oro» del hinduismo. Con la desaparición de Vaisheshika y Mīmāṃsā, se volvió obsoleta a finales de la Edad Media, cuando las diversas subescuelas de Vedanta (Dvaita, Advaita Vedanta y otras) comenzaron a destacarse como las principales divisiones de la filosofía religiosa. Nyaya sobrevivió hasta el siglo XVII como «Navya Nyaya» o «Neo-Nyaya», mientras que Samkhya perdió gradualmente su condición de escuela independiente, sus principios absorbidos por las escuelas de Yoga, Śaiva y Vedanta.

### Ortodoxas

#### Nyāya
El nyāya (pronunciación aproximada "niaaia", lit. «recursión, regla, método») es uno de los seis darshana o doctrinas ortodoxas (astika) hinduistas.
En epistemología, nyāya estudia las fuentes de conocimiento (pramāṇa) y se basa en los Nyāya Sūtras (circa del siglo VI a. C. y siglo II d. C.), un texto muy influyente en la filosofía india que sentó las bases para los debates epistemológicos clásicos entre las diferentes escuelas filosóficas. Nyāya sostiene que el sufrimiento humano surge de la ignorancia y la liberación surge a través del conocimiento correcto. Por lo tanto, investigaban las fuentes del conocimiento correcto o la epistemología. Nyāya tradicionalmente acepta cuatro pramāṇas como medios confiables para obtener conocimiento: Pratyakṣa (percepción), Anumāṇa (inferencia), Upamāṇa (comparación y analogía) y Śabda (palabra, testimonio de expertos pasados o presentes confiables). Sin embargo, el conocimiento obtenido por cada uno de ellos puede ser válido o no. En un sentido, nyāya es posiblemente la escuela india que más se aproxima a la epistemología occidental, aunque los escritores nyāya llevaron a cabo su trabajo con una finalidad específicamente religiosa.
En la metafísica, nyāya defendió una forma de realismo filosófico. Los Nyāya Sūtras incluyen los argumentos clásicos hindúes contra las teorías budistas del no-yo (anatta). La obra también argumenta contra un Dios creador (Isvara), un debate que fue central para el hinduismo en el período medieval.

#### Vaiśeṣika
El vaiśeṣika o vaisheshika es uno de los seis darshanas (doctrinas ortodoxas) del hinduismo. Fundada por el filósofo Kanada, fue una escuela naturalista de atomismo, que acepta solo dos fuentes de conocimiento, percepción e inferencia. Esta filosofía sostenía que el universo era reducible a «paramāṇu» (átomos), que son indestructibles (anitya), indivisibles, y tienen un tipo especial de dimensión, llamado «pequeño» (aṇu). Todo lo que existe es un compuesto de estos átomos, excepto el tiempo, el espacio, el éter (akasha), el espíritu y el alma.
Los átomos constitutivos de materias primas son los átomos de fuego, tierra, aire y agua. El vaiśeṣika cree que Dios creó el mundo, no desde la nada, sino por la organización de las sustancias existentes.

#### Sāṃkhya
El sistema o docente sāṃkhya o sankhia (literalmente 'enumeración', en idioma sánscrito) es una de las seis dárshanas o doctrinas clásicas del hinduismo. De entre todas ellas, el samkhia es posiblemente la más antigua. Tradicionalmente se considera que fue fundada por el sabio Kapila, aunque no hay verificación histórica posible ni hay evidencia alguna que lo pruebe. Los elementos de las ideas proto-Samkhya ya se notan en el período de los primeros Upanishads.
Sāṃkhya era una tradición filosófica dualista basada en el Samkhyakarika (circa 320-540 d. C.). La mayoría de los eruditos afirman que originalmente era una escuela del pensamiento ateo. Más tarde pasó a ser uno de los seis sistemas astika, o sea, que cree en la existencia de Dios y que reconoce la autoridad del Rig-veda (el texto más antiguo de la literatura de la India, de mediados del II milenio a. C.).
La epistemología Sāmkhya acepta tres pramanas (pruebas) como el único medio confiable de obtener conocimiento; pratyakṣa (percepción), anumāṇa (inferencia) y śabda (palabra / testimonio de fuentes confiables). Esta escuela desarrolló una exposición teórica de la evolución de la conciencia y la materia. Las fuentes de Sāmkhya argumentan que el universo consiste en dos realidades, puruṣa (conciencia) y prakṛti (materia). El purusha es el ser consciente, estable y libre de todas las cualidades materiales. El alma es la silenciosa espectadora de la materia (prakriti), que consta de tres guna (predisposiciones o cualidades): sat-tuá, lo eterno, el mantenimiento, la bondad; rayas pasión creativa (vista peyorativamente) y tamas, ignorancia, oscuridad, estupidez. Se considera la primera descripción conocida del modelo del universo. Este modelo ha sido interpretado en diferentes versiones restringidas, en particular por las cuatro principales religiones de la India antigua: el hinduismo, el budismo, el yainismo y shivaísmo.

#### Yoga
La filosofía Yoga es una de las seis principales escuelas ortodoxas del hinduismo. Está estrechamente relacionada con la escuela de hinduismo Samkhya. Los estudios sistemáticos de la escuela de Yoga para superarse física, mental y espiritualmente han influido en todas las demás escuelas de filosofía india. Los Yoga Sutras de Patanjali son textos clave de la escuela Yoga del hinduismo.
La epistemología de la escuela Yoga se basa en tres de los seis tipos de pruebas (Pramanas) como medio para obtener conocimiento confiable. Estos incluyen pratyaksa (percepción), anumana (inferencia) y Sabda (Āptavacana, palabra / testimonio de fuentes confiables). La metafísica del Yoga se basa en la misma base dualista que la escuela Samkhya. En las escuelas de Samhkya-Yoga el universo se concibe como compuesto por dos realidades : Puruṣa (conciencia) y prakriti (materia). Un ser vivo (Jiva) se considera como un estado en el que puruṣa está unido a prakriti de alguna forma, en diversas permutaciones y combinaciones de varios elementos, sentidos, sentimientos, actividad y mente. Durante el estado de desequilibrio o ignorancia, uno o más componentes abruman a los demás, creando una forma de esclavitud. El final de esta esclavitud se llama liberación, o moksha, por las escuelas de hinduismo Yoga y Samkhya. La ética de la escuela Yoga se basa en los Yamas y Niyama (hábitos o metas deseables), así como en elementos de la teoría de los Guṇas del Samkhya. 

#### Mīmāṃsā
Mīmāṃsā es una escuela ortodoxa del hinduismo (darshanas), de ortopraxia ritual y conocida por su estudio hermenéutico de interpretación de los Vedas. Para esta tradición, el estudio del dharma como rituales y deberes sociales era central. También sostuvieron que los Vedas eran «eternos, sin nombre, [e] infalibles» y que los mandamientos y mantras védicos en los rituales son acciones prescriptivas de importancia primaria. Debido a su enfoque en el estudio e interpretación de textos, Mīmāṃsā también desarrolló teorías de filología y la filosofía del lenguaje que influyó en otras escuelas indias. Principalmente sostuvieron que el propósito del lenguaje era prescribir claramente las acciones correctas, los rituales y corregir el dharma (deber o virtud). Mīmāṃsā también es principalmente ateo, sosteniendo que la evidencia de la existencia de Dios es insuficiente y que los dioses nombrados en los Vedas no tienen existencia aparte de los nombres, mantras y su poder.
La palabra sánscrita «mīmāṃsā» (मीमांसा, en escritura devánagari) proviene del término man: ‘mente, pensamiento’ y significa literalmente 'investigación' o 'examen' [de los textos védicos]. Es un concepto de alguna manera similar a la palabra griega ἱστορία, istoría'. Creado por el rishi Yaimini, sus seguidores se denominan mimansaka.

#### Vedānta
El vedānta (en silabario devanagari: वेदान्त, vedānta, literalmente 'fin de los Vedas') o uttara-mīmāṃsā ('última investigación') es una escuela de filosofía dentro del hinduismo. Se trata de un grupo de tradiciones que se centran en los problemas filosóficos que se encuentran en el Prasthanatrayi (las tres fuentes), que son los Upanishads principales, los Brahma Sutras y el Bhagavad Gita. Vedānta ve los Vedas como una fuente confiable de conocimiento o un pramana.
Es un resumen de las enseñanzas esotéricas que se pueden extraer de las leyendas de los araniakas (escrituras ‘del bosque’) y de las Upanishads (escrituras compuestas aproximadamente desde el siglo VI a. C.). Hay más de un centenar de Upanishads, que no forman un sistema unificado. Su sistematización fue realizada por Badarayana (un autor religioso que vivió en el siglo V a. C., quien los hinduistas afirman que es el mismo escritor religioso Viasa, quien vivió a mediados del II milenio a. C.) en su obra llamada Vedanta sutra ('el hilo conductor de la meta de los Vedas'). Los textos vedanta están abiertos a una variedad de interpretaciones, lo cual condujo a una proliferación de escuelas vedanta. Cada una ha interpretado a su manera los textos y producido su propia serie de subevaluación, mientras que solo pretende ser fiel a la original.
La preocupación central de estas escuelas es la naturaleza y relación entre brahman (realidad última, conciencia universal), ātman (alma o ser individual) y prakriti (mundo empírico, mundo material).

### Heterodoxas

#### Yainismo
El jainismo es una doctrina originada en la India, que surge en el siglo VI a. C. impulsada por Mahavira. Pregona una vía salvadora filosófica no centrada en el culto de ningún dios. Su práctica es la de realizar esfuerzos para encaminar al alma-conciencia hacia un estado divino y de liberación (moksa). Aquel ser que vence a sus enemigos interiores y alcanza el estado superior pasa a ser denominado yaina (‘vencedor’ o ‘conquistador’). El estado más elevado se conoce como siddha.
La filosofía jainista trata extensamente los problemas de metafísica, cosmología, ontología, epistemología y divinidad. El jainismo es esencialmente una religión no teísta, aunque no es antimetafísica, ya que cree en la existencia del alma. Continúa la antigua tradición de śramaṇa, que coexistió con la tradición védica desde la antigüedad. Las características distintivas de la filosofía jainista incluyen un dualismo, negación de un Dios creativo y omnipotente, karma, un universo eterno y no creado, ahimsa (no violencia), la teoría de las múltiples facetas de la verdad (anekantavada) y una moral basada en la liberación del alma. A menudo se ha descrito como un movimiento ascético por su fuerte énfasis en el autocontrol, las austeridades y la renuncia. También se lo ha llamado modelo de liberalismo filosófico por su insistencia en que la verdad es relativa y multifacética y por su disposición de acomodar todos los puntos de vista posibles de las filosofías rivales. El jainismo defiende firmemente la naturaleza individual de las almas y la responsabilidad personal por las decisiones de uno; y esos esfuerzos individuales son los únicos responsables de la liberación.
El jainismo es conocido en los textos antiguos también como śramaṇa dharma (deber del que confía en sí mismo) o el camino de los nirgranthas (aquellos sin apegos ni aversiones). Se trata de una religión nastika (no teísta), que no reconoce la autoridad de los textos sagrados hinduistas ni de los sacerdotes brahmanes.
La doctrina jainista enseña que el jainismo ha existido siempre y siempre existirá. Pese a ello, los historiadores datan la fundación y organización de la forma actual del jainismo entre los siglos IX y VI a. C., por el reformador religioso indio Parsuá. Se ha hipotetizado que ―como muchas tradiciones hinduistas― el jainismo podría tener su origen en la cultura del valle del río Indo, siendo una muestra de la espiritualidad nativa de esa zona anterior a la llegada a la India de la migración indoaria. Otros estudiosos sugieren que las tradiciones shramana eran contemporáneas y distintas a las prácticas religiosas de la religión védica.
Actualmente, el jainismo es una religión minoritaria pero influyente, con unos 4,2 millones de seguidores en la India. Está presente en Bengala (este de la India), Rayastán, Majarastra y Guyarat (centro occidental de la India) y Karnataka (sur de la India). Además de una exitosa y creciente comunidad emigrada a América del Norte, Europa Occidental, el Oriente de Asia, Australia y otros lugares.

#### Budismo

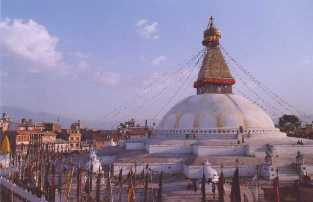
Bodnath.

El budismo tampoco es una filosofía sino una religión basada en el deber (dhamma en idioma pali, dharma en idioma sánscrito), la enseñanza de la realidad de una declaración de los hechos, el origen y terminación del sufrimiento y, finalmente, llegar al nirvana. Se basa en una rica tradición religiosa, inspirada por las enseñanzas de Buda (siglo VI a. C., un hombre cuya existencia histórica está casi demostrada, aunque los detalles de su vida (milagros, etc.) siguen siendo inverificables.

#### Ajñana
Ajñana era una escuela sramaṇa de escepticismo radical y rival del budismo temprano y el jainismo. Sostuvieron que era imposible obtener conocimiento de naturaleza metafísica o determinar el valor de verdad de las proposiciones filosóficas; o si el conocimiento fuera posible, era inútil y desventajoso para la salvación final. Fueron vistos como sofistas que se especializaron en la refutación, sin propagar ninguna doctrina positiva propia.

#### Ajivika
Ajivika, Ājīvika o Áyivika fue un movimiento sramaṇa conocido por su doctrina «Niyati» del determinismo (o destino), la premisa de que no hay libre albedrío, de que todo lo que ha sucedido, está sucediendo y sucederá es completamente predestinado como función de los principios cósmicos. Ājīvika consideraba la doctrina del karma como una falacia. Los Ājīvikas también eran ateos y rechazaban la autoridad de los Vedas, pero creían que en cada ser viviente hay un atman, una premisa central del hinduismo y el jainismo.
Ājīvika fue fundado por Makkhali Gosala hacia el siglo V a. C. y se convirtió en un gran rival del budismo y el jainismo. Es una de las antiguas doctrinas no ortodoxas de la India. Las escrituras originales de la escuela de filosofía Ajivika pueden haber existido alguna vez, pero actualmente se han perdido. Sus teorías se extraen de las menciones en las fuentes secundarias de la literatura india, que criticaban polémicamente a los Ājīvikas.
Un áyivika era un mendigo religioso que seguía las reglas del credo fundado por Gosala (Makkhaliputra); según el Brijat-yataka de Varaja Mijira.

#### Lokaiata
Lokāyata (del sánscrito 'que prevalece en la gente', siendo loka: 'local, mundo' y aiata: 'prevaleciente') fue una filosofía india atea, escéptica, materialista y hedonista, que rechazó los Vedas y todas las doctrinas sobrenaturales asociadas. Fue creada quizá por el filósofo y escritor Chárvaka en el siglo VII a. C. a quien se le atribuye los textos Brijaspati-sutras, hoy perdidos, y tuvo seguidores al menos hasta 1578.
Los filósofos de Chārvāka como Brihaspati eran extremadamente críticos de otras escuelas de filosofía indias. Chárvaka consideró que los Vedas estaban contaminados por las tres fallas de la falsedad, la autocontradicción y la tautología. Declararon que los Vedas eran rapsodias incoherentes inventadas por el hombre cuya única utilidad era proporcionar medios de subsistencia a los sacerdotes brahmánicos.

### Otras escuelas

#### Sijismo
El sijismo es una religión del Indostán fundada por Gurú Nanak (1469-1540) que se desarrolló en el contexto del conflicto entre las doctrinas del hinduismo y del islam durante los siglos XVI y XVII en la región de Punyab del Imperio mogol. Su principal texto sagrado es el Sri Gurú Granth Sahib Ji. Las creencias fundamentales incluyen la meditación espiritual constante sobre el nombre de Dios, ser guiado por el gurú en lugar de rendirse al capricho, vivir la vida de un cabeza de familia en lugar del monasticismo, la adhesión sincera al Dharma (rectitud, deber moral), la igualdad de todos los seres humanos y creer en la gracia de Dios. Los conceptos clave incluyen Simran, Seva, los tres pilares del sijismo y los cinco artículos de fe.

## Convergencias con la filosofía occidental

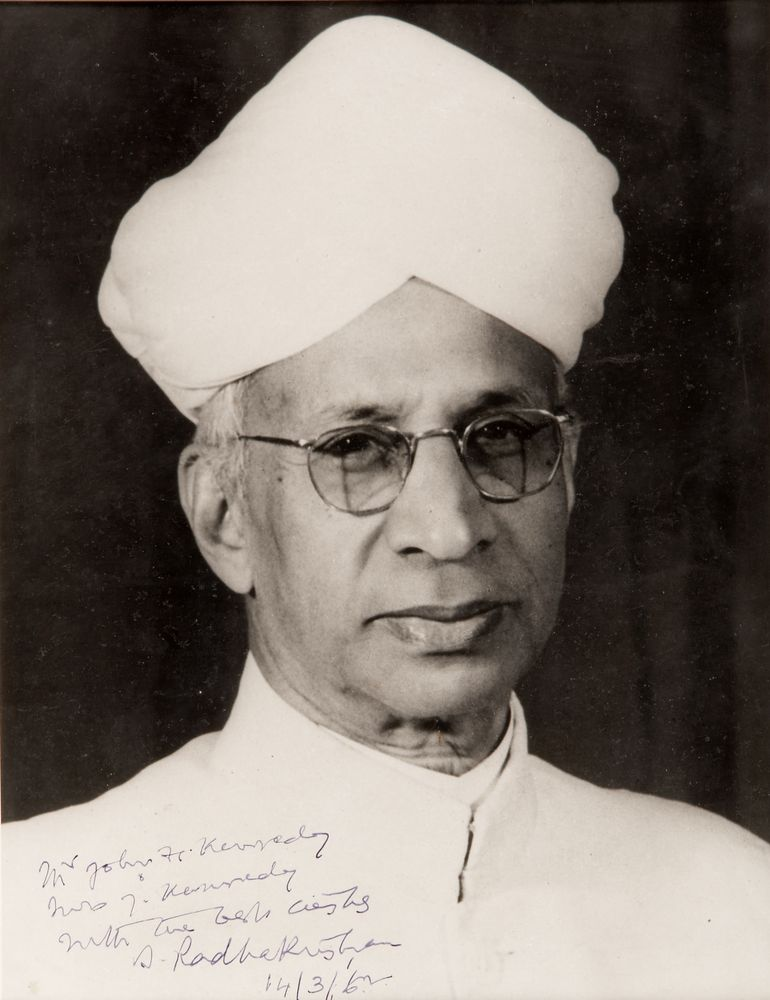
Sarvepalli Radhakrishnan, fue un filósofo, catedrático y político indio, segundo presidente constitucional de su país

Además de su trabajo sobre la idea de lo sagrado, Rudolf Otto (1869-1937) escribió un estudio comparativo entre el indio Adi Shankara (788-820) y el alemán Maestro Eckhart (1260-1328).
Arthur Schopenhauer (1788-1860) escribió que los Upanishad habían sido la lectura favorita de su vida. Estos textos indios tuvieron una gran influencia en el filósofo alemán.
Varias doctrinas que definen los Upanishad, tales como las de Dios (brahmavada), el alma (atmavada), la transmigración (karmavada), la ilusión (mayavada) y la salvación (mokshavada) influenciaron a filósofos rumanos.
El filósofo rumano Lucian Blaga (1895-1961) afirmó haber sido influenciado por Adi Shankara. Según Shankara hay dos tipos de conocimiento:
- paravidya ('conocimiento superior', el mismo que en Blaga), que es la comprensión de Dios como nirguna Brahman (Dios sin atributos), e
- aparavidya ('conocimiento inferior', el mismo que en Blaga), que es la comprensión de Dios como saguna Brahman (Dios con atributos).[108]

Nombrando a varios autores europeos, Lucian Blaga subrayó que Adi Shankara «es el mejor metafísico de todos los tiempos».
Lucian Blaga también fue influenciado por la filosofía budista, a la que no entiende como pesimista. Según él, el concepto de sufrimiento no proviene del pesimismo ni del nihilismo, sino del realismo.
Mircea Eliade (1907-1986) fue influenciado por la filosofía de la India en sus conceptos de la religión como una experiencia de lo sagrado y del hombre como «homo religiosus», así como sus teorías sobre lo sagrado y la hierofanía. En su juventud publicó varios artículos sobre los Upanishad.
y más tarde cuatro libros en francés sobre el yoga.